# Heinz Schneiter
Heinz Schneiter (født 12. april 1935 i Thun, Schweiz, død 6. juli 2017) er en tidligere schweizisk fodboldspiller, der som forsvarer på Schweiz' landshold deltog ved både VM i 1962 i Chile og VM i 1966 i England. I alt spillede han 44 landskampe, hvori han scorede tre mål.
Schneiter spillede på klubplan for BSC Young Boys. Han var efter sit karrierestop også træner for klubben, hvilket han også var for FC Thun i sin fødeby.